# 毛皮をまとったエレーヌ・フールマン
『毛皮をまとったエレーヌ・フールマン』（けがわをまとったエレーヌ・フールマン、蘭: Portret van Hélène Fourment met een bontmantel）は、フランドルの画家ピーテル・パウル・ルーベンスにより1636年から1638年頃に描かれた絵画である。
『エレーヌ・フールマン』または『毛皮ちゃん』『毛皮さん』『小さな毛皮』『ペルスケン』 (蘭: Het Pelsken) とも。ウィーンにある美術史美術館に収蔵されている。

## 概要

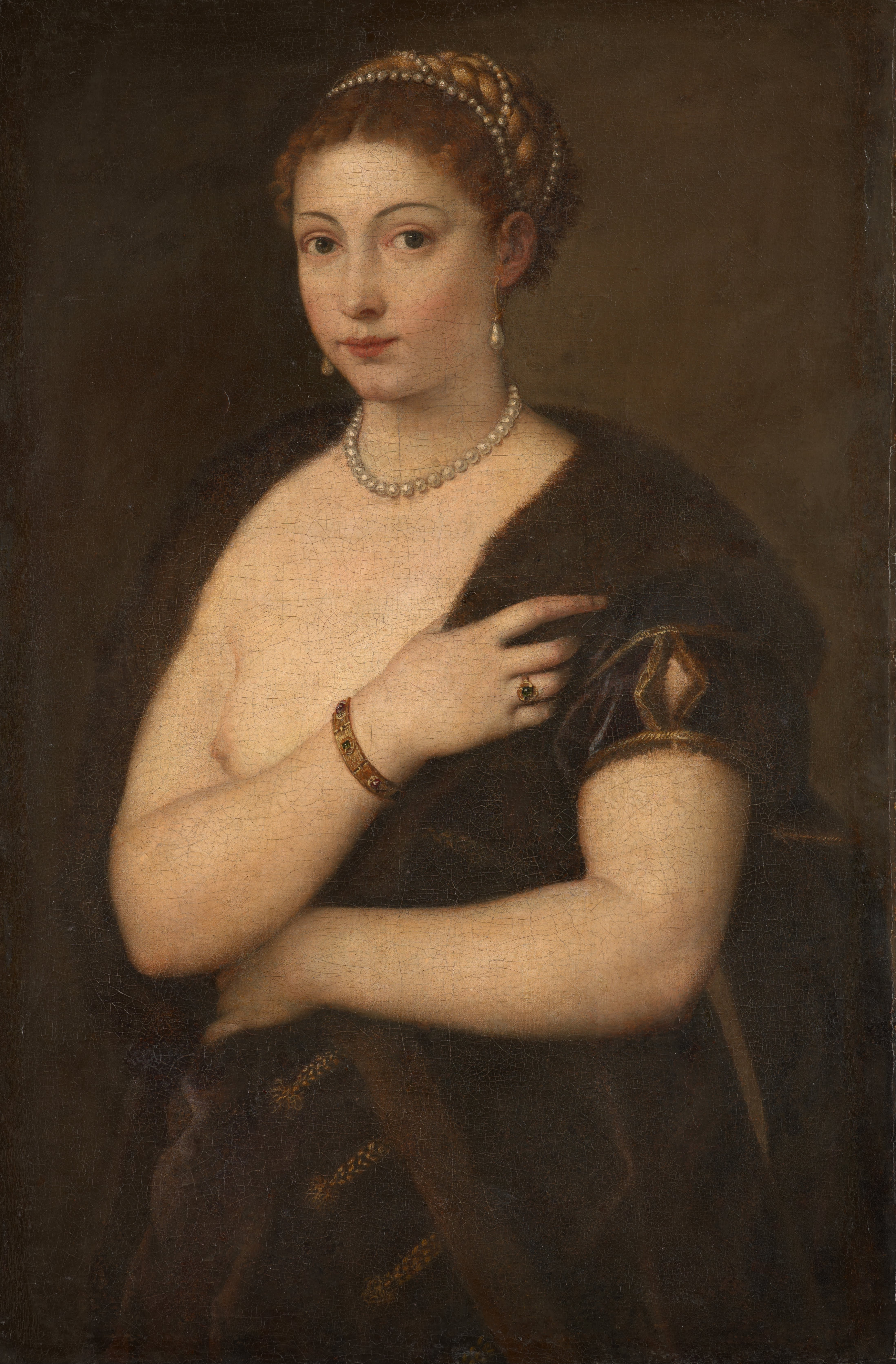
ティツィアーノ『毛皮をまとった婦人像』

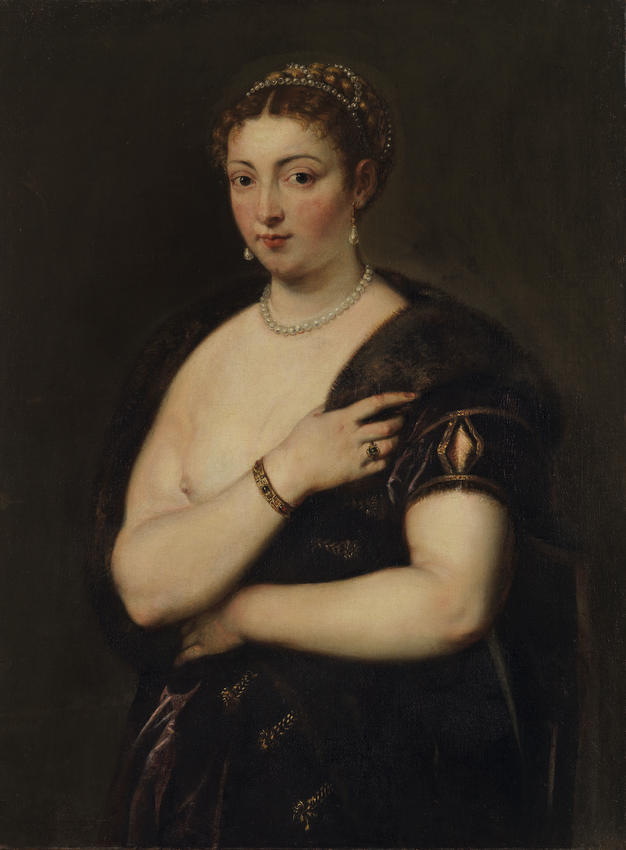
ルーベンス『毛皮をまとった婦人像』

ルーベンスは1626年、49歳のときに、最初の妻イザベラ・ブラントを亡くした後、1630年、53歳のときに、アントウェルペンの絹織物商人の娘で、当時16歳のエレーヌ・フールマンと再婚する。この肖像画は、エレーヌを美の女神、ヴィーナスに見立てて製作された。
ルーベンスは、イタリアの画家ティツィアーノ・ヴェチェッリオが1535年頃に描いた『毛皮を着た若い女性』を模写した同名の作品を1629年から1630年頃に製作しているが、本作『毛皮をまとったエレーヌ・フールマン』は、ティツィアーノの同作をベースとして描かれている。ルーベンスは、遺言の中で本作について「毛皮さん」（ペルスケン）と呼んで、エレーヌに本作を遺贈している。

## 作品
1人の裸婦が毛皮のコートをまとい、こちらを向いて立っている様子が描かれている。片方の腕で胸を、もう片方の腕で下腹部を隠しているが、このポーズは、古代の彫像にみられる「恥じらいのヴィーナス」 (Venus pudica) と呼ばれるポーズに倣ったものである。
本作の中の女性は、茶色の眼をしているが、エレーヌは青色の眼をしていた。画面の右端には、ライオンの顔の形をした噴水頭が描かれている。